# Centaurea taliewii
Centaurea taliewii is een overblijvende plant uit de composietenfamilie (Asteraceae). De wetenschappelijke naam werd gepubliceerd door Joeri Dmitriëvitsj Kleopov in 1927. De soort is verwant aan de in Nederland en België voorkomende korenbloem (Centaurea cyanus) en knoopkruid (Centaurea jacea).

## Kenmerken
Centaurea taliewii groeit tot een hoogte van 1 meter. Het bloemhoofdje heeft een diameter van 5,5 cm en is bolvormig tot ovaal. De bloemen zijn crèmegeel gekleurd. De soort bloeit in juni en juli.

## Verspreiding
Het verspreidingsgebied van Centaurea taliewii is gefragmenteerd. De soort voor in het zuidoosten van Oekraïne, de Krim, het zuiden van de Wolgaregio en Kazachstan (Mugalzhar) en heeft een voorkeur voor biotopen als rotsachtige hellingen en steppen met zwenkgrassen, vedergrassen en alsem.
... · 
C. calcitrapa (kalketrip) · 
C. cyanus (korenbloem) · 
C. jacea (knoopkruid) · 
C. montana (bergcentaurie) · 
C. nigra (zwart knoopkruid) ·  
C. sadleriana · 
C. scabiosa (grote centaurie) · 
C. stoebe (rijncentaurie) · 
C. taliewii · 
...